# Curtis Samuel
Curtis Samuel (geboren am 11. August 1996 in Brooklyn, New York City) ist ein US-amerikanischer American-Football-Spieler auf der Position des Wide Receivers. Er spielte College Football für die Ohio State University. Seit 2024 spielt Samuel für die Buffalo Bills in der National Football League (NFL). Zuvor stand er bei den Carolina Panthers und den Washington Commanders unter Vertrag.

## College
Samuel besuchte die Erasmus Hall High School in Brooklyn, New York City, wo er Football als Wide Receiver und als Runningback spielte. In seinem letzten Highschool-Jahr wurde er zum Gatorade Player of the Year im Bundesstaat New York gewählt. Samuel wurde zum U.S. Army All-American Bowl 2013 eingeladen.
Von 2014 bis 2016 ging Samuel auf die Ohio State University, um College Football für die Ohio State Buckeyes zu spielen. Als Freshman wurde er als Runningback eingesetzt und war der Backup von Ezekiel Elliott. Samuel erlief sechs Touchdowns und gewann mit Ohio State die nationale Meisterschaft, das  College Football Playoff National Championship Game. Um häufiger auf dem Feld zu stehen als als Ersatzspieler hinter Elliott, wechselte Samuel zur Saison 2015 auf die Position des H-Backs. Dennoch sah er weniger Einsatzzeit, da auf dieser Position auch Braxton Miller eingesetzt wurde. In der Saison 2016 hatte Samuel dann sein erfolgreichstes College-Jahr. Dabei war er sowohl als Passempfänger als auch als Läufer effektiv. Er fing 74 Pässe für 865 Yards und sieben Touchdowns und kam im Laufspiel bei 97 Läufen auf 771 Yards und acht Touchdowns. Samuel wurde zum All-American und in das All-Star-Team der Big Ten Conference gewählt. Nach Saisonende entschloss er sich, sich für den NFL Draft anzumelden.

## NFL

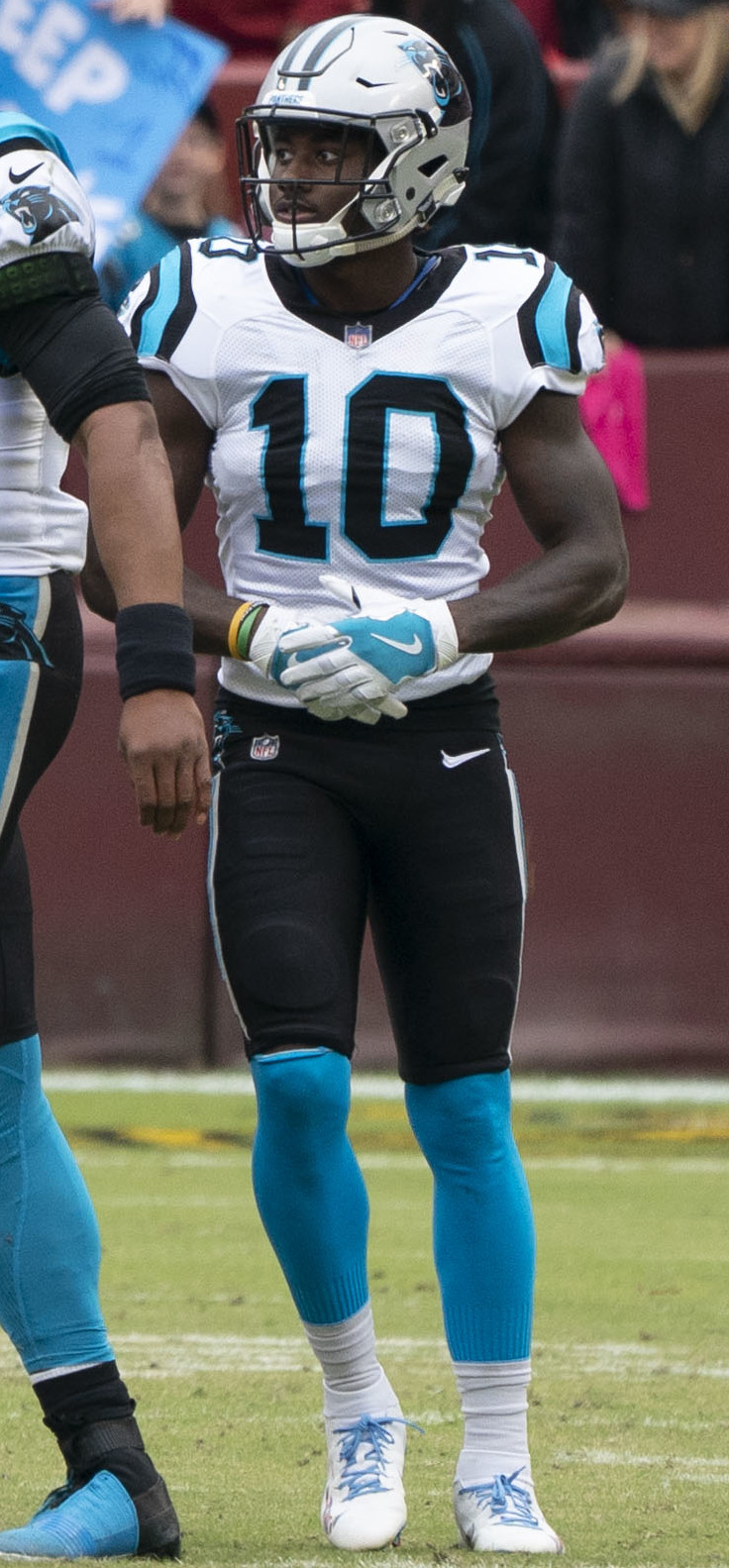
Samuel bei den Panthers (2018)

Samuel wurde im NFL Draft 2017 von den Carolina Panthers in der 2. Runde an 40. Stelle ausgewählt. Als Rookie kam Samuel in neun Spielen zum Einsatz, in denen er 15 Pässe für 115 Yards fing und bei vier Läufen 64 weitere Yards Raumgewinn erzielte. Eine Knöchelverletzung, die er sich am 10. Spieltag gegen die Miami Dolphins zuzog, beendete seine erste Spielzeit in der NFL vorzeitig.
Wegen einer Herzrhythmusstörung verpasste Samuel die ersten drei Partien der Saison 2018. Bei seinem Saisondebüt gegen die New York Giants fing er seinen ersten Touchdownpass in der NFL. In der Saison 2018 kam Samuel in 13 Spielen auf 39 Catches für 494 Yards und fünf Touchdowns. In seiner dritten NFL-Saison war Samuel neben D. J. Moore der Nummer-zwei-Receiver der Panthers und konnte bei 54 gefangenen Bällen 627 Yards Raumgewinn und sechs Touchdowns erzielen.
In der Saison 2020 fing Samuel 77 Pässe für 851 Yards. Darüber hinaus wurde er, da die Panthers durch den verletzungsbedingten Ausfall von Christian McCaffrey auf der Position des Runningbacks schwächer besetzt waren, vermehrt im Laufspiel eingesetzt und erlief 200 Yards bei 41 Versuchen.
Im März 2021 einigte sich Samuel mit dem Washington Football Team auf einen Dreijahresvertrag über 34,5 Millionen Dollar. Verletzungsbedingt verpasste Samuel große Teile der Saisonvorbereitung und die ersten drei Spiele der Saison 2021. Am vierten Spieltag gab er gegen die Atlanta Falcons sein Debüt für Washington. Allerdings wurde er die gesamte Saison von Verletzungen eingeschränkt und fing lediglich sechs Pässe für 27 Yards. Am 2. Februar 2022 änderte das Team seinen Namen zu Washington Commanders. In der Saison 2022 war Samuel mit 656 Yards Raumgewinn zweiterfolgreichster Wide Receiver nach Terry McLaurin. Samuel wechselte seine Trikotnummer für die Saison von der Nummer 10 auf die 4. In der Saison 2023 fing Samuel 62 Pässe für 613 Yards und vier Touchdowns.
Im März 2024 unterschrieb Samuel einen Dreijahresvertrag bei den Buffalo Bills im Wert von 24 Millionen US-Dollar.

### NFL-Statistiken
| Saison                             | Team                     | Spiele | Spiele | Receiving | Receiving | Receiving | Receiving | Receiving | Rushing | Rushing | Rushing | Rushing | Rushing | Fumbles | Fumbles |
| Saison                             | Team                     | GP     | GS     | Rec       | Yds       | Avg       | Lng       | TD        | Att     | Yds     | Avg     | Lng     | TD      | Fum     | Lost    |
| ---------------------------------- | ------------------------ | ------ | ------ | --------- | --------- | --------- | --------- | --------- | ------- | ------- | ------- | ------- | ------- | ------- | ------- |
| 2017                               | Carolina Panthers        | 9      | 4      | 15        | 115       | 7,7       | 23        | 0         | 4       | 64      | 16,0    | 31      | 0       | 0       | 0       |
| 2018                               | Carolina Panthers        | 13     | 8      | 39        | 494       | 12,7      | 53        | 5         | 8       | 84      | 10,5    | 33      | 2       | 1       | 1       |
| 2019                               | Carolina Panthers        | 16     | 15     | 54        | 627       | 11,6      | 44        | 6         | 19      | 130     | 6,8     | 16      | 1       | 0       | 0       |
| 2020                               | Carolina Panthers        | 15     | 5      | 77        | 851       | 11,1      | 44        | 3         | 41      | 200     | 4,9     | 45      | 2       | 1       | 0       |
| 2021                               | Washington Football Team | 5      | 1      | 6         | 27        | 4,5       | 10        | 0         | 4       | 11      | 2,8     | 8       | 0       | 0       | 0       |
| 2022                               | Washington Commanders    | 17     | 12     | 64        | 656       | 10,3      | 49        | 4         | 38      | 187     | 4,9     | 21      | 1       | 1       | 1       |
| 2023                               | Washington Commanders    | 16     | 13     | 62        | 613       | 9,9       | 37        | 4         | 7       | 39      | 5,6     | 15      | 1       | 0       | 0       |
| 2024                               | Buffalo Bills            | 14     | 2      | 31        | 253       | 8,2       | 38        | 1         | 5       | 14      | 2,8     | 7       | 0       | 0       | 0       |
| Total                              | Total                    | 105    | 60     | 348       | 3636      | 10,4      | 53        | 23        | 126     | 729     | 5,8     | 45      | 7       | 3       | 2       |
| Quelle: pro-football-reference.com |                          |        |        |           |           |           |           |           |         |         |         |         |         |         |         |